# Hieracium luteomontanum
Hieracium luteomontanum es una especie de planta con flor del género Hieracium, de la familia Asteraceae, orden Asterales.

## Distribución
Hieracium luteomontanum se distribuye por Argentina.

## Taxonomía
Fue descrita científicamente por A. L. Cabrera.